# Guido Carmignani
Guido Carmignani (Parma, 23 gennaio 1838 – Parma, 8 marzo 1909) è stato un pittore italiano.

## Biografia
Figlio di Giulio, tipografo e pittore, venne spinto dal genitore a dedicarsi sin dalla prima giovinezza agli studi artistici. Per completare la sua formazione soggiornò lungamente a Parigi, dove frequentò il suo conterraneo Alberto Pasini.
Specializzato nella produzione di dipinti con vedute e paesaggi, le sue opere sono tra l'altro conservate presso la Pinacoteca Stuard, il Museo Glauco Lombardi, la Galleria Nazionale di Parma e la Galleria civica d'arte moderna e contemporanea di Torino.
Il padre Giulio, benché meno prolifico e famoso del figlio, è unanimemente riconosciuto come più grande, maturo e completo.

## Opere

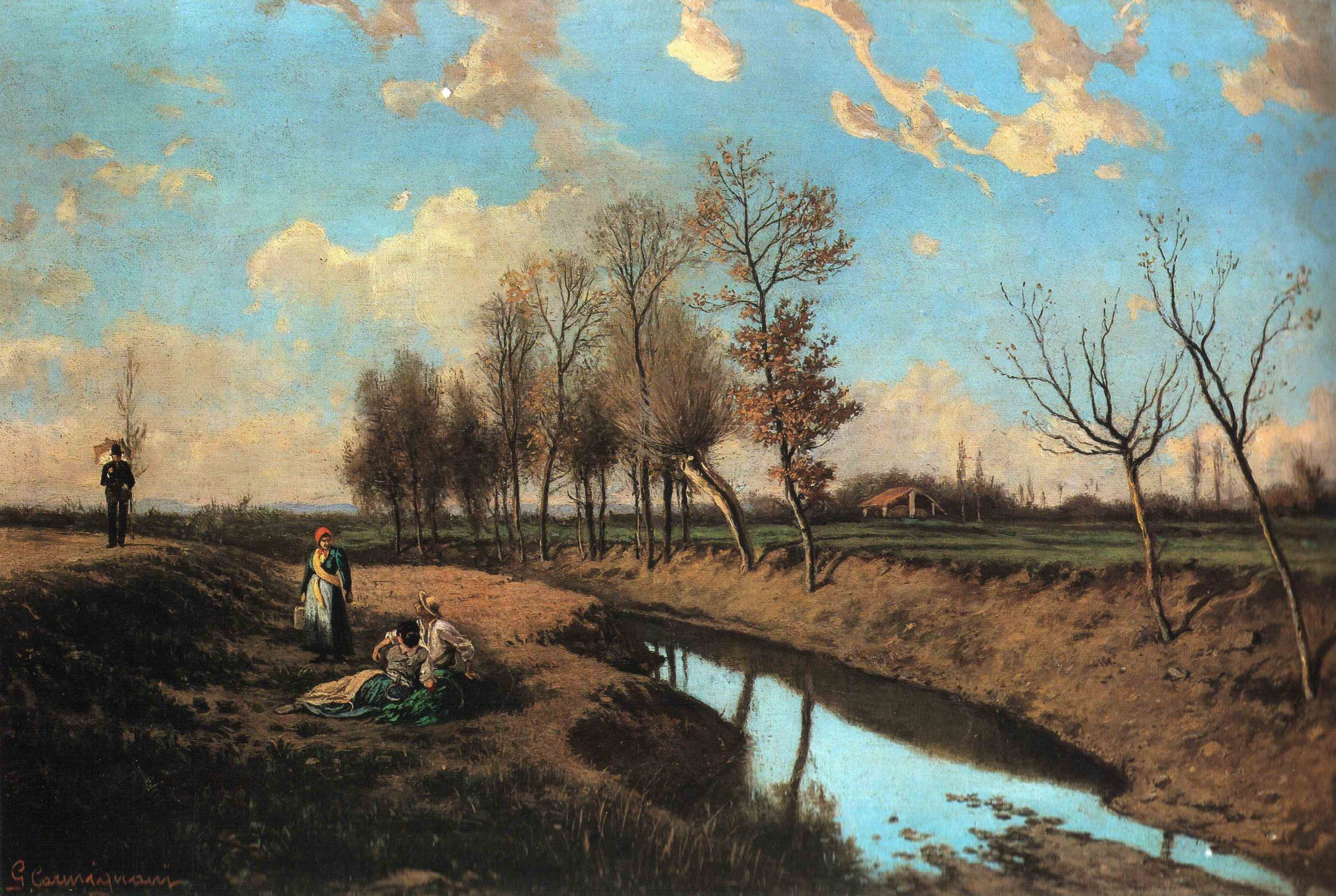
Sul Cinghio, effetto d'inverno (1879).
Coll. privata, Parma.

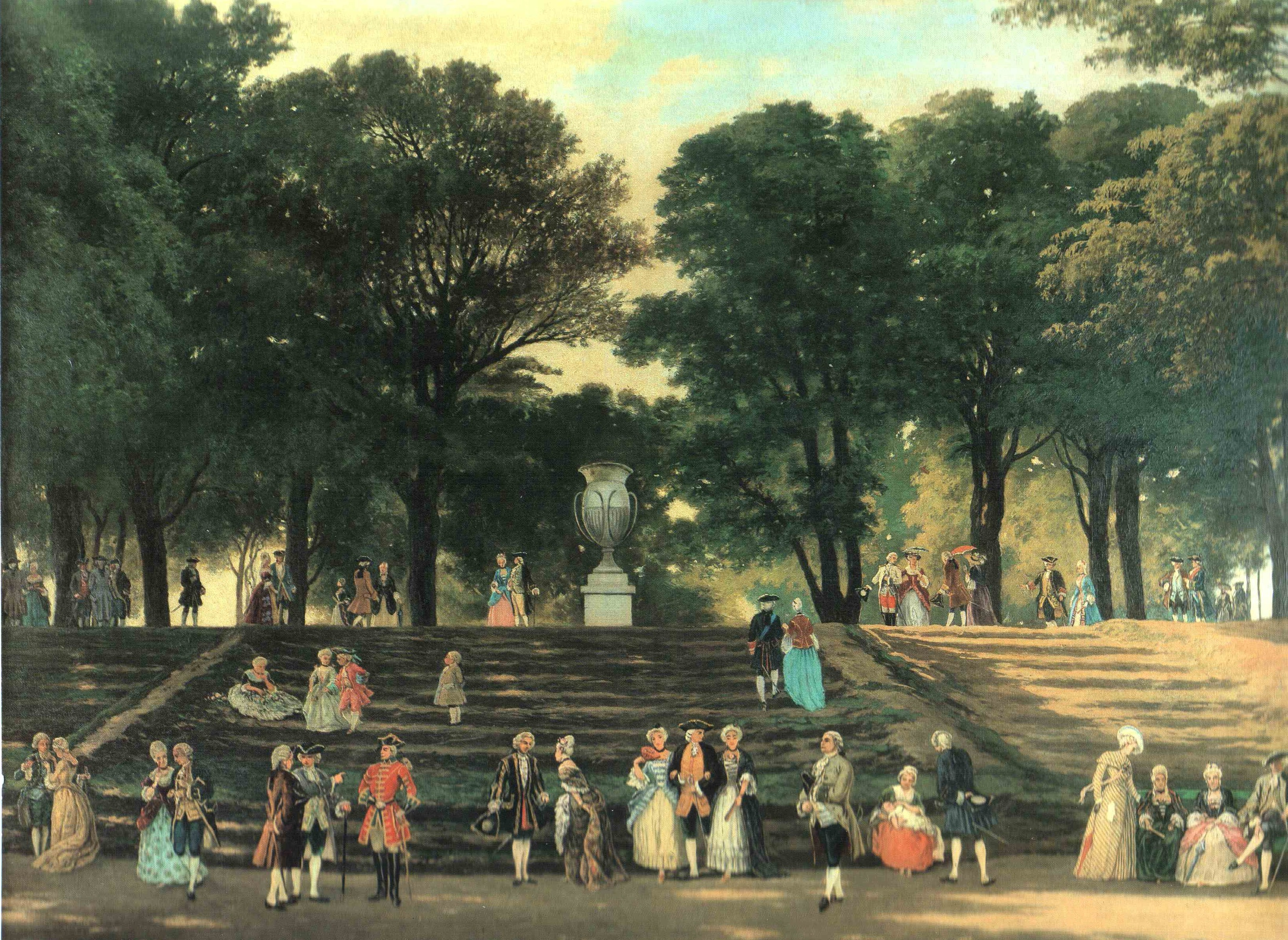
Il Giardino Ducale alla metà del secolo XVIII (1878-80).
Museo Fondazione Cariparma, Parma.

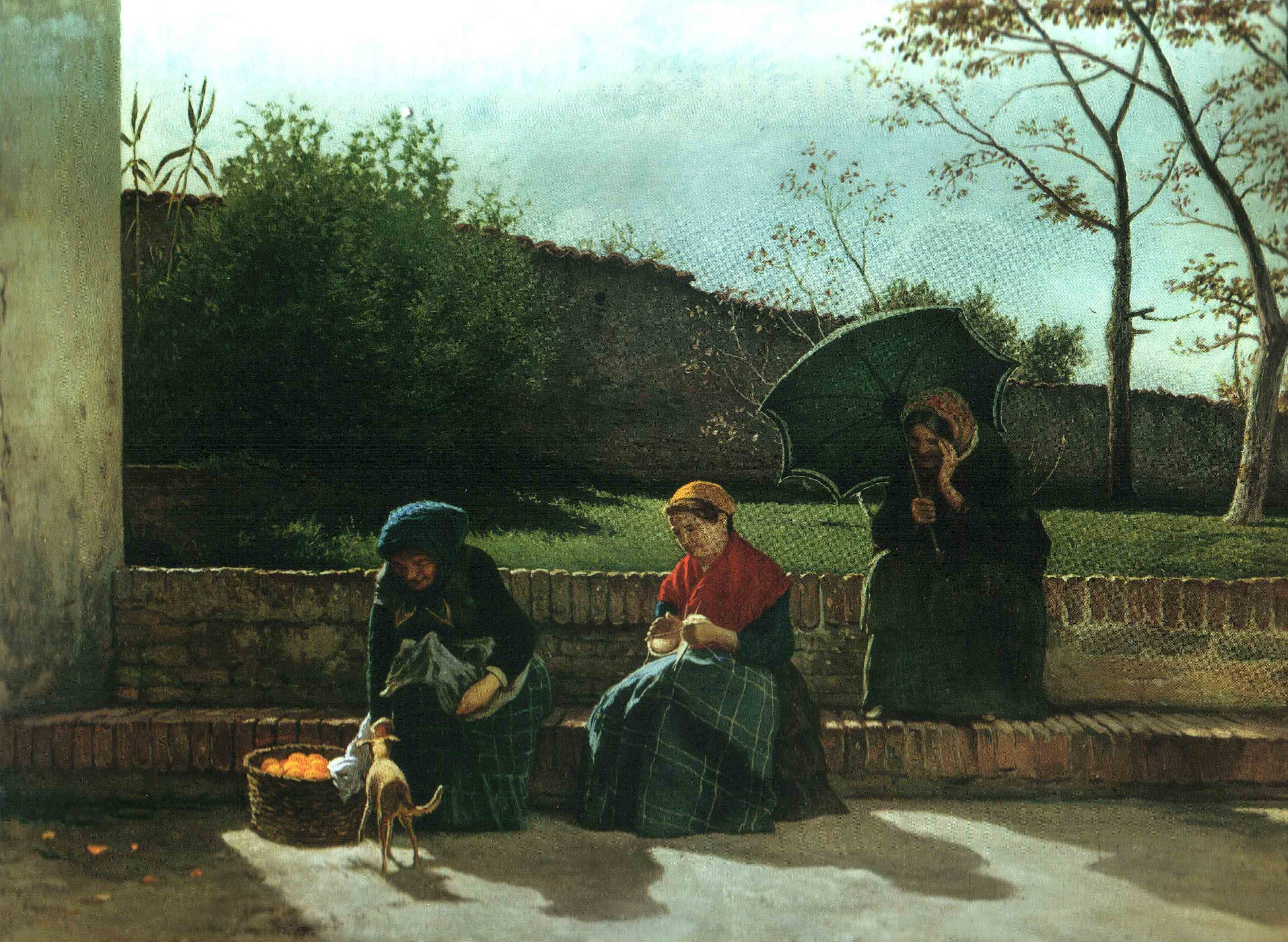
La fruttivendola di Barriera Farini (ca. 1880).
Coll. Sicca, Parma.

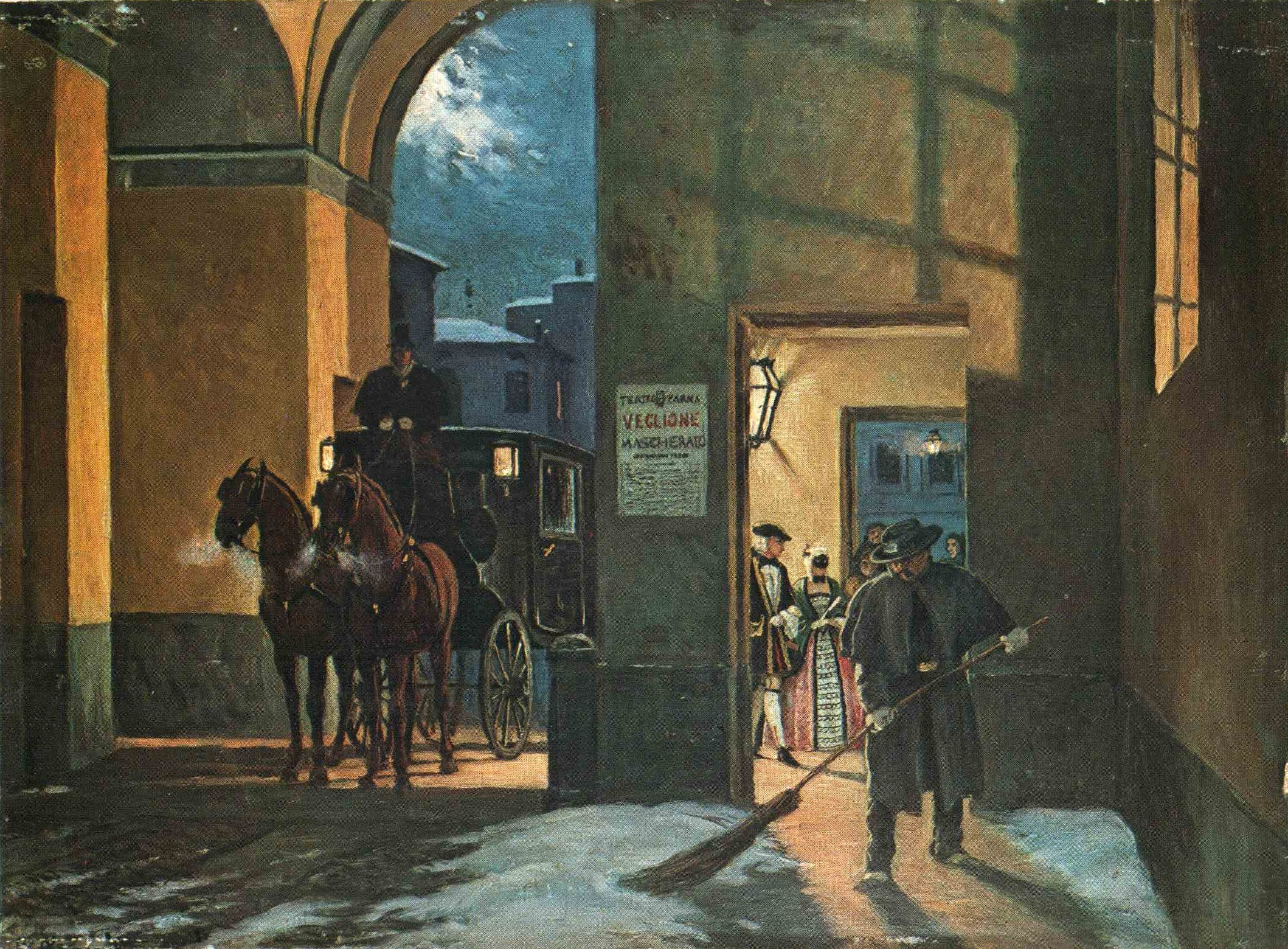
Lusso e povertà (1893).
Coll. Alberto Rondani, Parma.

- Una veduta presa dal torrente Parma (1853), coll. Tegoni, Parma
- Torrente Parma presso il ponte Dattaro (1854), Galleria Nazionale di Parma
- Effetto di luna su un fiume (1855), coll. Ettore Carmignani, Melzo
- Mulino sul Po, tramonto (1856), Museo Glauco Lombardi
- Monti a Varese (1856), comune di Cortemaggiore (Piacenza)
- Veduta di mare con spiaggia, Portovenere (1857), coll. Cavalli, Parma
- Marina di Portovenere (1857), coll. Colombi, Parma
- Vòlto di un borgo in Parma (1857), coll. Pioli, Parma
- Interno d'un mulino sul Po (a Sacca), Museo Lombardi
- Riposo di cacciatori, disegno (1857), coll. Ettore Carmignani
- Ritratto di Giacomo Cornish, disegno (1857), coll. Ettore Carmignani
- Ritratto di Enrico Sartori, disegno, coll. Ettore Carmignani
- La Reale aranciera colla esposizione floreale (1857), Galleria Nazionale di Parma
- Paese di montagna (1862), coll. Ferrari, Parma
- Sulla Senna (1858), Pinacoteca Stuard
- Bougival (1858), coll. Ettore Carmignani
- Rive della Senna, effetto del mattino (1858), Museo Lombardi
- Veduta nei dintorni di Parigi (1860), comune di Felino
- Veduta d'una parte della città di Cuneo (1861), comune di Cortemaggiore
- Scurano (1861), coll. Michela Michelotti, Parma
- A Montecchio (1861), coll. Michela Michelotti
- Strada dell'Appennino (1861-63), coll. Michela Michelotti
- Al Borghetto (1861-63), coll. Chiampo, Parma
- Cortile rustico (1864), coll. Venturini, Parma
- Portico (1865), coll. Crispo, Parma
- Dopo la pioggia (1865), comune di Parma
- Paesaggio lacustre (1865), coll. Gennari, Parma
- Bellagio sul lago di Como (1866), coll. Arduini, Parma
- Un agguato (1866), coll. Tanzi, Parma
- Parigi, una sera di novembre (barriera di Clichy), 1866, Galleria d'Arte Moderna, Torino
- Bosco con betulle, acquaforte (1868-70), Museo Lombardi
- Al ponte Dattaro presso Parma (1867), Pinacoteca Stuard
- Al ponte Dattaro (1867-70), coll. Ferrari, Parma
- Le lavandaie a Bougival (1868), Pinacoteca Nazionale, Parma
- Al pascolo - Colline del parmigiano (1869), coll. Pioli, Parma
- La sera al fonte nella campagna romana (1871), coll. Alberto Rondani, Parma
- Paese di montagna (1872), coll. Ferrari
- Casa contadina, acquerello (1869), coll. Contestabili, Parma
- Inondazione di Parma il 24 sett. 1868 (1873), otto tavolette ad olio, coll. Balestra, Parma
- Rovine di case nella strada S. Caterina (1873), coll. Balestra
- Orto nell'ex convento di S. Caterina (1873), coll. Balestra
- Ricostruzione delle mura sul torrente (1873), coll. Balestra
- Il lago Maggiore (1864 ca.), Pinacoteca Stuard
- Campo di Marte  (1875), coll. Ettore Carmignani
- Casipole a Trefiumi (1872-75), coll. privata, Novara
- La fruttaiola di Barriera Farini (1875-80), coll. Sicca, Parma
- Il Giardino Ducale alla metà del secolo XVIII, Museo Fondazione Cariparma, Parma
- Arabi nel deserto (1858-59), coll. Ettore Carmignani
- Cavalleria araba che attraversa un deserto (1880 ca.), coll. Ettore Carmignani
- Veduta interna della chiesa della Steccata in Parma (1877 ca.), coll. Antonio Guidorossi, Parma
- Veduta laterale interna della Cattedrale di Parma (1877), coll. Ettore Carmignani
- Veduta interna della cattedrale di Parma (1877 ca.), coll. Manfredo Rondani, Parma
- Giornata autunnale (1874 ca.), coll. Alberto Rondani, Parma
- Sul Cinghio presso Parma (1875-79), coll. Cavalli, Parma
- Sul Cinghio, effetto d'inverno (1879 ca.), coll. Privata, Parma
- La cuciniera (1883 ca.), coll. Salvi, Parma
- La cucina dell'autore (1881), coll. Magnani, Milano
- I commensali del convento (1880 ca.), coll. Tassi, Parma
- Corridoio del convento dei Cappuccini (1880 ca.), coll. Toscano, Parma
- Nell'orto del convento (1881 ca.), coll. Pancheri, Parma
- Vallata con torrente, coll. Grandinetti, Parma
- Viale al Camposanto (1882), coll. Ettore Carmignani
- Nel giardino Parmense (1883), coll. privata
- Vicolo del Vescovado (1883-84), coll. Ferrari, Parma
- Via delle Scuderie in Parma (1884), coll. privata, Parma
- Lusso e povertà (1893), coll. Alberto Rondani, Parma